# さよならクロール
「さよならクロール」は、日本の女性アイドルグループ・AKB48の楽曲。楽曲は秋元康により作詞、渡辺和紀により作曲されている。2013年5月22日にAKB48のメジャー31作目のシングルとしてキングレコードから発売された。楽曲のセンターポジションは板野友美、大島優子、島崎遥香、渡辺麻友の4人が務めた。

## 背景とリリース
前作『So long !』から3か月ぶりにリリースされた、2013年のシングル第2弾。
楽曲のシングル盤は「Type A」の「初回限定盤」、「Type A」の「通常盤」、「Type K」の「初回限定盤」、「Type K」の「通常盤」、「Type B」の「初回限定盤」、「Type-B」の「通常盤」、「劇場盤」の計7種類がリリースされた。特典として、「劇場盤」を含む7種類全てに『AKB48 32ndシングル 選抜総選挙』の投票用シリアルナンバーカードが期間限定で封入されているほか、「劇場盤」を除く6種類には、蜷川実花撮影によるミニ写真集（各1種ずつ、計3種類）が封入されている。また、「Type A」、「Type K」、「Type B」はそれぞれ「初回限定盤」と「通常盤」でジャケット写真のデザインが異なり、週刊ヤングジャンプ2013年25号にもこれらとは別のジャケットが付録として付いている。「劇場盤」には、総選挙投票シリアルナンバーのほかに特典として「劇場盤発売記念大握手会参加券+各メンバー個別生写真1枚」、「各メンバー個別生写真2枚」のうちいずれかが封入されている。
キャッチコピーは「クロールできますか? あなたまで泳ぎたい」。
選抜メンバーの人数は1年ぶりに前作まで4作連続だった16人を上回り、当時としては、2012年5月の26thシングル『真夏のSounds good !』の36人に次いで2番目に多い32人で、永尾まりや、山田菜々（NMB48）、矢倉楓子（NMB48）、田島芽瑠（HKT48）、朝長美桜（HKT48）の5人が、選抜メンバー初参加。研究生の選抜入りは、小林茉里奈と肥川彩愛（NMB48）の2人が選抜メンバーとして参加した、2011年12月の24thシングル『上からマリコ』以来、1年5か月（7作）ぶり、通算にして3作目で、HKT48の研究生としては史上初となった。選抜復帰のメンバーは12人で、阿部マリアと木本花音（SKE48）の2人が、2012年12月の29thシングル『永遠プレッシャー』以来、5か月（2作）ぶり、宮脇咲良（HKT48）が、2012年10月の28thシングル『UZA』以来、7か月（3作）ぶり、宮澤佐江が、2012年8月の27thシングル『ギンガムチェック』以来、9か月（4作）ぶり、入山杏奈、川栄李奈、加藤玲奈、木﨑ゆりあ（SKE48）、兒玉遥（HKT48）、高城亜樹の6人が、2012年5月の26thシングル『真夏のSounds good !』以来、1年（5作）ぶり、藤江れいなが、2011年12月の24thシングル『上からマリコ』以来、1年5か月（7作）ぶり、菊地あやかが、2011年5月の21stシングル『Everyday、カチューシャ』以来、2年（10作）ぶりの選抜入りとなった。前作の選抜メンバーのうち、峯岸みなみを除く15人が全員引き続き選抜入りした。
なお、永尾まりやと山田菜々（NMB48）の2人にとっては、最初で最後のAKB48のシングル選抜入り表題曲となった。
また、高城亜樹にとっては、本作が最後のAKB48のシングル選抜入り表題曲となった。
さらに、篠田麻里子にとっても、現役メンバーとしては最後のAKB48のシングル選抜入り表題曲となった。
楽曲は2013年4月28日に日本武道館で開催された『AKB48グループ臨時総会〜白黒つけようじゃないか!〜』昼公演のアンコールで初披露された。テレビ番組では、同年4月30日に『火曜曲!』（TBS系列）で初披露された。
ミュージック・ビデオの監督およびジャケットの撮影は蜷川実花が務めた。また、『GIVE ME FIVE!』以来となるメイキング映像が収録されている。ロケは2013年3月中旬に沖縄県で行われ、石垣市、アムスホテルズ カンナリゾートヴィラ（宜野座村）、沖縄美ら海水族館などで撮影された。
楽曲は「姉妹」がテーマの一つとなっており、MVには9組の姉妹が登場する。9組の姉妹は以下の通りである。括弧内はそれぞれの2人が考案した名前である。
| 9組の姉妹 |
| --- |
| - 大島優子×渡辺麻友（ぷりシス） - 板野友美×島崎遥香（ちんぱる） - 柏木由紀×矢倉楓子（フラワーズ） - 篠田麻里子×松井珠理奈（じゅりまり） - 高橋みなみ×山本彩（東西ハイセンサー） - 小嶋陽菜×入山杏奈（2回目シスターズ） - 横山由依×川栄李奈（横栄） - 松井玲奈×加藤玲奈（W玲奈ちゃん） - 指原莉乃×朝長美桜（ん〜はははシスターズ） |

楽曲は江崎グリコ PaPiCO「相性診断パピコ」篇、「ホントにパピコを半分こ」篇のCMソングに使用された。

## アートワーク
| Type A（初回限定盤） | 大島優子、渡辺麻友                                                         |
| Type K（初回限定盤） | 板野友美、島崎遥香                                                         |
| Type B（初回限定盤） | 柏木由紀、小嶋陽菜、篠田麻里子、高橋みなみ、松井珠理奈、松井玲奈、横山由依 |
| Type A（通常盤）     | 板野友美、大島優子、島崎遥香、渡辺麻友                                     |
| Type K（通常盤）     | 小嶋陽菜、篠田麻里子、松井玲奈、横山由依、渡辺美優紀                       |
| Type B（通常盤）     | 柏木由紀、指原莉乃、高橋みなみ、松井珠理奈、山本彩                         |
| 劇場盤               | 『さよならクロール』選抜メンバー全32名                                     |

## チャート成績
『さよならクロール』のシングルCDは、発売前日（集計初日）の2013年5月21日付オリコンデイリーシングルチャートで推定売上枚数約145万1000枚を記録し、初登場1位を記録した。これにより、集計初日のみでミリオンセラーを達成したほか、自身の『真夏のSounds good !』が2012年5月22日付で記録した約117万1000枚を抜き、集計初日における推定売上枚数の最高記録を更新した。シングルCDの初日のみでのミリオンセラー達成はAKB48にとって『真夏のSounds good !』以来5作ぶり、通算4作目となった。初日での達成に限らない場合、AKB48のシングルのミリオンセラー達成は『桜の木になろう』から12作連続、通算では13作目となった。
その後、同年6月3日付オリコン週間シングルチャートにおいて初登場で1位にランクインした。AKB48のシングルの1位獲得は『RIVER』から18作連続・通算18作目である。最終的な初動売上は約176万3000枚に達し、自身の『真夏のSounds good !』が記録していた週間シングルチャートにおける初動売上の歴代最高記録（約161万7000枚）を更新した。また、この売上によりAKB48のシングルの総売上は約2185万2000枚となり、浜崎あゆみが記録していた約2141万6000枚を抜き、女性アーティストにおけるシングルの総売上の最高記録を更新した。
翌週の6月10日付同チャートでは3位にランクインし、2週目の売上は約10万9000枚を記録した。これにより累積売上は約187万2000枚となり、『真夏のSounds good !』が記録した約182万2000枚を抜き、AKB48自身のシングルにおける最高売上枚数を更新した。さらに、SPEED『White Love』が記録していた約184万5000枚を抜き、女性グループのシングルにおける売上枚数の最高記録もまた更新した。
最終的に約195万5800枚を売り上げ、AKB48のシングルとしては最大のセールスとなった。
この年のオリコン年間シングルチャートでも1位を獲得し、AKB48は史上初オリコン年間シングルチャート4連覇を達成した。
2015年現在、秋元康の作詞シングルによる売上枚数歴代1位作品となっている。

## シングル収録トラック

### Type A
「初回限定盤」と「通常盤」の2種類が存在するが、収録トラックは同一である。
| #         | タイトル                               | 作詞      | 作曲      | 編曲           | 時間  |
| --------- | -------------------------------------- | --------- | --------- | -------------- | ----- |
| 1.        | 「さよならクロール」                   | 秋元康    | 渡辺和紀  | 武藤星児       | 4:56  |
| 2.        | 「バラの果実」(アンダーガールズ)       | 秋元康    | 和泉一弥  | 佐々木裕       | 4:28  |
| 3.        | 「イキルコト」(Team A)                 | 秋元康    | 石井亮輔  | 野中“まさ”雄一 | 3:59  |
| 4.        | 「さよならクロール（off vocal ver.）」 |           | 渡辺和紀  | 武藤星児       | 4:55  |
| 5.        | 「バラの果実（off vocal ver.）」       |           | 和泉一弥  | 佐々木裕       | 4:28  |
| 6.        | 「イキルコト（off vocal ver.）」       |           | 石井亮輔  | 野中“まさ”雄一 | 3:57  |
| 合計時間: | 合計時間:                              | 合計時間: | 合計時間: | 合計時間:      | 26:44 |

| #  | タイトル                                              | 作詞 | 作曲・編曲 | 監督     |
| -- | ----------------------------------------------------- | ---- | ---------- | -------- |
| 1. | 「さよならクロール」                                  |      |            | 蜷川実花 |
| 2. | 「さよならクロール 〜水着ver.〜」                     |      |            |          |
| 3. | 「バラの果実」                                        |      |            | 中村太洸 |
| 4. | 「イキルコト」                                        |      |            | 丸山健志 |
| 5. | 「Making of さよならクロール（前編）」                |      |            |          |
| 6. | 「特典映像 Type A『鉄拳パラパラ漫画 〜So long !〜』」 |      |            |          |

### Type K
「初回限定盤」と「通常盤」の2種類が存在するが、収録トラックは同一である。
| #         | タイトル                               | 作詞      | 作曲      | 編曲      | 時間  |
| --------- | -------------------------------------- | --------- | --------- | --------- | ----- |
| 1.        | 「さよならクロール」                   | 秋元康    | 渡辺和紀  | 武藤星児  | 4:56  |
| 2.        | 「バラの果実」(アンダーガールズ)       | 秋元康    | 和泉一弥  | 佐々木裕  | 4:28  |
| 3.        | 「How come ?」(Team K)                 | 秋元康    | バグベア  | バグベア  | 4:09  |
| 4.        | 「さよならクロール（off vocal ver.）」 |           | 渡辺和紀  | 武藤星児  | 4:55  |
| 5.        | 「バラの果実（off vocal ver.）」       |           | 和泉一弥  | 佐々木裕  | 4:27  |
| 6.        | 「How come ?（off vocal ver.）」       |           | バグベア  | バグベア  | 4:07  |
| 合計時間: | 合計時間:                              | 合計時間: | 合計時間: | 合計時間: | 27:04 |

| #  | タイトル                                           | 作詞 | 作曲・編曲 | 監督     |
| -- | -------------------------------------------------- | ---- | ---------- | -------- |
| 1. | 「さよならクロール」                               |      |            | 蜷川実花 |
| 2. | 「さよならクロール 〜水着ver.〜」                  |      |            |          |
| 3. | 「バラの果実」                                     |      |            | 中村太洸 |
| 4. | 「How come ?」                                     |      |            | 清水康彦 |
| 5. | 「Making of さよならクロール（後編）」             |      |            |          |
| 6. | 「特典映像 Type K『鉄拳パラパラ漫画 〜夢の河〜』」 |      |            |          |

### Type B
「初回限定盤」と「通常盤」の2種類が存在するが、収録トラックは同一である。
| #         | タイトル                               | 作詞      | 作曲      | 編曲      | 時間  |
| --------- | -------------------------------------- | --------- | --------- | --------- | ----- |
| 1.        | 「さよならクロール」                   | 秋元康    | 渡辺和紀  | 武藤星児  | 4:56  |
| 2.        | 「バラの果実」(アンダーガールズ)       | 秋元康    | 和泉一弥  | 佐々木裕  | 4:28  |
| 3.        | 「ロマンス拳銃」(Team B)               | 秋元康    | 藤末樹    | 藤末樹    | 3:49  |
| 4.        | 「ハステとワステ」(BKA48)              | 秋元康    | 福田貴訓  | 原田ナオ  | 4:06  |
| 5.        | 「さよならクロール（off vocal ver.）」 |           | 渡辺和紀  | 武藤星児  | 4:55  |
| 6.        | 「バラの果実（off vocal ver.）」       |           | 和泉一弥  | 佐々木裕  | 4:28  |
| 7.        | 「ロマンス拳銃（off vocal ver.）」     |           | 藤末樹    | 藤末樹    | 3:49  |
| 8.        | 「ハステとワステ（off vocal ver.）」   |           | 福田貴訓  | 原田ナオ  | 4:04  |
| 合計時間: | 合計時間:                              | 合計時間: | 合計時間: | 合計時間: | 34:38 |

| #  | タイトル                                                         | 作詞 | 作曲・編曲 | 監督     |
| -- | ---------------------------------------------------------------- | ---- | ---------- | -------- |
| 1. | 「さよならクロール」                                             |      |            | 蜷川実花 |
| 2. | 「さよならクロール 〜水着ver.〜」                                |      |            |          |
| 3. | 「バラの果実」                                                   |      |            | 中村太洸 |
| 4. | 「ロマンス拳銃」                                                 |      |            | 福居英晃 |
| 5. | 「ハステとワステ」                                               |      |            | 竹石渉   |
| 6. | 「特典映像 Type B『鉄拳パラパラ漫画 〜ファースト・ラビット〜』」 |      |            |          |

### 劇場盤
| #         | タイトル                               | 作詞      | 作曲      | 編曲           | 時間  |
| --------- | -------------------------------------- | --------- | --------- | -------------- | ----- |
| 1.        | 「さよならクロール」                   | 秋元康    | 渡辺和紀  | 武藤星児       | 4:56  |
| 2.        | 「バラの果実」(アンダーガールズ)       | 秋元康    | 和泉一弥  | 佐々木裕       | 4:28  |
| 3.        | 「LOVE修行」(AKB48研究生)              | 秋元康    | 石井亮輔  | 野中“まさ”雄一 | 4:42  |
| 4.        | 「さよならクロール（off vocal ver.）」 |           | 渡辺和紀  | 武藤星児       | 4:55  |
| 5.        | 「バラの果実（off vocal ver.）」       |           | 和泉一弥  | 佐々木裕       | 4:28  |
| 6.        | 「LOVE修行（off vocal ver.）」         |           | 石井亮輔  | 野中“まさ”雄一 | 4:41  |
| 合計時間: | 合計時間:                              | 合計時間: | 合計時間: | 合計時間:      | 28:10 |

## 選抜メンバー
☆は、メディア選抜。
- 阿部マリア
- 板野友美☆
- 入山杏奈
- 大島優子☆
- 柏木由紀☆
- 加藤玲奈
- 川栄李奈
- 菊地あやか
- 木﨑ゆりあ [注釈 2]
- 北原里英
- 木本花音 [注釈 3]
- 小嶋陽菜☆
- 兒玉遥 [注釈 4]
- 指原莉乃☆ [注釈 5]
- 篠田麻里子☆
- 島崎遥香☆
- 高城亜樹 [注釈 6]
- 高橋みなみ☆
- 田島芽瑠 [注釈 5]
- 朝長美桜 [注釈 5]
- 永尾まりや
- 藤江れいな
- 松井珠理奈☆ [注釈 7]
- 松井玲奈☆ [注釈 3]
- 宮澤佐江 [注釈 8]
- 宮脇咲良 [注釈 5]
- 矢倉楓子 [注釈 9]
- 山田菜々 [注釈 10]
- 山本彩☆ [注釈 10]
- 横山由依☆
- 渡辺麻友☆
- 渡辺美優紀☆ [注釈 11]

## 収録アルバム
- 次の足跡
- 0と1の間